# Elisaveta Bykova

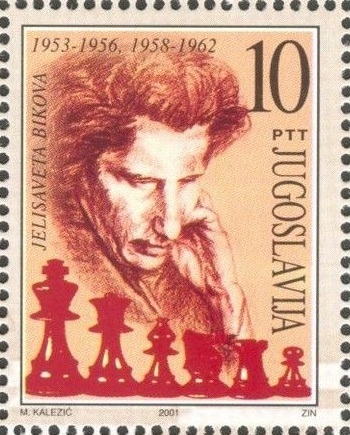
Bykova trên một con tem năm 2001 của Nam Tư

Elisaveta Ivanovna Bykova (hoặc Elisabeth Bykova, Nga: Елизавета Ивановна Быкова; 4 tháng 11 năm 1913 - ngày 08 tháng 3 năm 1989) là một kỳ thủ Liên Xô với hai lần là nhà vô địch thế giới nữ về cờ vua, từ năm 1953 đến năm 1956, và một lần nữa trong gian đoạn 1958-1962. Bà đã được trao các danh hiệu Woman International Master năm 1950, International Master năm 1953 và Woman Grandmaster năm 1976.

## Sự nghiệp
Bykova được sinh ra trong một gia đình nông dân. Khi bà mười hai tuổi, gia đình cô chuyển đến Moskva, nơi cô bắt đầu chơi cờ với anh trai. Tài năng của cô đã trở nên rõ ràng vào năm 1927, khi cô giành được chức vô địch cờ vua của trường.
Năm 1938, bà đã giành chức vô địch Matxcơva cho nữ và sau Chiến tranh thế giới thứ hai, bà là người vô địch ba lần của Giải vô địch cờ vua nữ Liên Xô (1946, 1947 và 1950).
Sau khi giành chiến thắng năm 1952, Giải đấu dành cho Ứng cử viên Phụ nữ tại Moscow, năm 1953 tại Leningrad, bà đã đánh bại nhà đương kim vô địch Lyudmila Rudenko, với bảy thắng, năm trận thua và hai trận hòa. Bà đã mất danh hiệu này cho Olga Rubtsova vào năm 1956, nhưng đã giành lại được hai năm sau đó, trở thành người phụ nữ đầu tiên làm được điều này.
Năm 1960, bà bảo vệ thành công danh hiệu trước Kira Zvorykina (+6 -2 = 5), nhưng năm 1962, bà đã mất danh hiệu trước Nona Gaprindashvili, 21 tuổi (+0 -7 = 4).